# Heinrich Schult
Heinrich Schult (* 17. November 1896 in Mönchengladbach; † 11. März 1971 in Essen) war ein deutscher Ingenieur, Manager und Vorsitzender des Vereins Deutscher Ingenieure (VDI).

## Leben
Nach einem Studium der Elektrotechnik und der Wärmetechnik begann Heinrich Schult seine berufliche Laufbahn 1922 bei der AEG in Berlin. Mit einer Arbeit über Wirtschaftlichkeit der Gleichdruckspeicherung bei Dampfkraftanlagen wurde er 1929 an der Technischen Hochschule Berlin zum Doktoringenieur promoviert. Im Dezember 1931 trat Schult der NSDAP bei (Mitgliedsnummer 738.753). Zuvor war er bereits Mitglied der Deutschvölkischen Freiheitspartei gewesen. Als Mitglied der SA stieg er bis zum Sturmführer auf. Schult war auch Hauptvertrauensmann der Technischen Nothilfe.
Nach dem durch Gottfried Feder erzwungenen Rücktritt von großen Teilen des VDI-Vorstands, darunter der Vorsitzende Adolf Krauß, wurde Heinrich Schult mit Rückendeckung der NSDAP-Parteiführung auf der ordentlichen Hauptversammlung im Mai 1933 zum VDI-Vorsitzenden gewählt. Auf der außerordentlichen VDI-Hauptversammlung in Eisenach im Oktober 1933 bewirkte er eine Satzungsänderung, die neben der Einrichtung des Führerprinzips für die Neuaufnahme reichsdeutscher Mitglieder die arische Abstammung vorsah. Schult war bis 1938 VDI-Vorsitzender, danach wurde er durch Fritz Todt abgelöst. Dieser verfügte im Herbst 1940, dass Schult „während des Krieges“ sein Stellvertreter sein solle.
Zum Zeitpunkt der Übernahme des VDI-Vorsitzes war Heinrich Schult Direktor bei der AEG. 1938 wechselte er an die Spitze der von ihm mitgegründeten Steinkohlen-Elektrizität AG, der späteren Steag. Bis zu seinem Eintritt in den Ruhestand im Juli 1963 war er Vorstandsvorsitzender der Gesellschaft.
Der Verein Deutscher Ingenieure zeichnete Heinrich Schult 1938 mit dem VDI-Ehrenring aus. 1961 verlieh ihm die Technische Hochschule Braunschweig die Ehrendoktorwürde.